# Marc Renneville
Pour les articles homonymes, voir Renneville.
Marc Renneville est un historien français spécialisé dans l'histoire des sciences en rapport avec la justice et fondateur de Criminocorpus.

## Biographie
Membre du centre Alexandre-Koyré. Histoire des sciences et des techniques (CNRS UMR 8560) et directeur du CLAMOR  Centre pour les humanités numériques et l'histoire de la justice , Marc Renneville a été maître de conférences au département d'Histoire de l'université Paris-VIII (1998-2001) à Saint-Denis puis directeur à Agen du Centre interdisciplinaire de recherche appliquée au champ pénitentiaire (CIRAP). En 2004, il organise avec le professeur Massimo Borlandi la donation de la bibliothèque du sociologue Gabriel Tarde à l'École nationale d'administration pénitentiaire et le dépôt de ses manuscrits (notes de lecture, correspondance...) aux archives du Centre d'histoire de Sciences Po ainsi qu'un colloque inaugural sur l’œuvre criminologique de Gabriel Tarde. Chargé de recherches au ministère de la Justice (direction de l'administration pénitentiaire (2008-2013)[réf. nécessaire] et chercheur associé au Centre d'Histoire de Sciences Po, il a créé en 2005 la plateforme de publication Criminocorpus. Il a dirigé la création en mars 2013, de la nouvelle Très Grande Infrastructure de Recherche (TGIR) Huma-Num dédié aux humanités numériques. Il dirige depuis septembre 2015 une nouvelle unité de service mixte du CNRS et du ministère de la justice : le CLAMOR .

## Travaux
Sa recherche initiale (thèse, 1996) porte sur le mouvement de médicalisation de la criminalité en France au XIXe siècle, dont la phrénologie est la première théorie. Tout en affirmant que ce mouvement est partiel et controversé, il y voit la matrice des théories de la criminologie de la fin du XIXe siècle ainsi que la caution scientifique d'un imaginaire de "sales têtes"[réf. nécessaire] qui s'est largement diffusé dans la culture occidentale, à travers la presse illustrée et les films de fiction. Ses travaux sur le mouvement phrénologique en France ont fait l'objet d'un premier livre dans le prolongement de Georges Lanteri-Laura puis d'un livre retraçant l'évolution des rapports complexes entre le crime et la folie du XIXe siècle aux années 1950 (théories scientifiques, responsabilité pénale, affaires criminelles). Tout en poursuivant ses recherches historiques sur les sciences du crime et du criminel (histoire de la criminologie, Gabriel Tarde, Alexandre Lacassagne, Cesare Lombroso, monstre criminel , pathologie du suicide...) et l'histoire des peines en recueillant les souvenirs du dernier surveillant militaire des bagnes de Guyane, il s'est orienté depuis le début des années 2000, dans le domaine des humanités numériques avec la création de la plateforme Criminocorpus qui a abouti en 2016 à l'ouverture du premier musée d'histoire de la justice nativement numérique dans le but de "s'adresser à un plus large public pour contribuer à une meilleure connaissance partagée de l’histoire méconnue de la justice, des crimes et des peines" . En 2010, il réalise avec l'anthropologue Jean Arlaud  une visite filmée de l'ancienne maison d'arrêt du Havre  qui servira de modèle à la visite virtuelle de la maison d'arrêt de Paris La Santé, réalisée à l'occasion de la fermeture de cette prison, en 2014, pour travaux . En 2014, il signe la tribune "Les prisons font aussi partie de notre patrimoine" . Ses recherches s'orientent depuis quelques années sur le patrimoine judiciaire et la rationalité de l'enquête judiciaire. À l'occasion du déménagement d'une partie du palais de Justice dans la nouvelle Cité judiciaire de Paris située dans le 17e arrondissement, il a proposé la création d'un musée d'histoire de la justice et de la sécurité au 36 quai des Orfèvres[réf. nécessaire]. Il a publié en 2019 un recueil d'archives pour partie inédite sur l'affaire Joseph Vacher.

## Publications

### Ouvrages
- Le chant des crimes. Les complaintes de l'affaire Vacher, Gaelis éditions, 2021, 130 p.
- Le langage des crânes. Histoire de la phrénologie, La Découverte, 2020, (nouvelle édition, poche), 324 p.
- Vacher l'éventreur. Archives d'un tueur en série, Jérôme Millon, 2019, 774p + 96 p (illustrations).  (ISBN 978-2841373697)
- Joseph Vacher : Le Procès d'un tueur en Série, Ex Aequo, coll. « Hors temps », mai 2019, 152 p. (ISBN 2378736231)
- avec J.-L. Sanchez, et S. Victorien, Musée de l’histoire de La Justice, ed. par Jean-Lucien Sanchez et Sophie Victorien Marc Renneville, 2015. Texte en ligne.
- Berryer. Sept Mois Au Bagne, Les Moyens du Bord, 2014. Texte en ligne
- The Penal Colonies: From Utopia to Potential Case Dismissal, ed. par criminocorpus, 2007. Texte en ligne
- Crime et folie : Deux siècles d'enquêtes médicales et judiciaires, Fayard, 2003, 526 p.
- Le Langage des crânes : Une histoire de la phrénologie, Les empêcheurs de penser en rond, 2000. Prix "meilleur ouvrage" de la Société française d'histoire de la médecine. Préface de Georges Lanteri-Laura
- Gabriel Tarde, La criminalité comparée Marc Renneville (préface et postface à la réédition), Les Empêcheurs de penser en rond, 2004
- La médecine du crime. Essai sur l'émergence d'un regard médical sur la criminalité en France (1785 - 1885), Presses universitaires du Septentrion, 1997
- Gaillon - Une prison dans un château Renaissance  (photogr. Guillaume de Laubier), La Martinière, octobre 2024, 160 p. (ISBN 9791040117964, présentation en ligne).

### Articles
Sélection (extrait de HAL-SHS)
- « “ Le Loup-Garou Des Légendes Est Aujourd’hui Dépassé ”. L’écho Chanté d’un Tueur de Bergers (1895-1898) », Criminocorpus, Revue Hypermédia, Les complaintes criminelles en France après 1870 : inventaire, problématisation, valorisation d’un corpus méconnu, 2021. Texte en ligne.
- avec F. Chauvaud, « Jean-Claude Farcy (1945-2020) et l’histoire Contemporaine de La Justice », Criminocorpus, Revue Hypermédia, 2020, Texte en ligne.
- avec T. Laugée, Les monstres sont parmi nous, Revue de la BnF, n°56, 2018. Texte en ligne
- avec E. Yampolsky, « Histoires de La Pathologie Du Suicide », Criminocorpus, Revue Hypermédia, 2018. Texte en ligne
- avec H. Bellanger, « Le Palais de Justice de Paris. Une Visite Pour l’histoire », ed. par Criminocorpus, 2018. Texte en ligne
- avec J.-L. Sanchez, et S. Victorien, « Le Patrimoine Pénitentiaire Dans Le Musée d’Histoire de La Justice de Criminocorpus (2007-2017) », Deviance & Societe, Système pénal et patrimonialisation, 41.4, 2018, 619–642. Texte en ligne
- avec J.-L. Sanchez et S. Victorien, « Criminocorpus. Un Projet Numérique Pour l’histoire de La Justice », Digital Humanities Quarterly, 12.1, 2018, Texte en ligne.
- « Démons et Déments. Quand Détective Enquête Sur La Folie », Criminocorpus, Revue Hypermédia, Détective, histoire, imaginaire, médiapoétique d’un hebdomadaire de fait divers (1928-1940), 2018, Texte en ligne
- « Le suicide est-il une folie ? Les lectures médicales du suicide en France au XIXe siècle ». Criminocorpus, revue hypermédia, 2018. texte en ligne
- avec J.-L. Sanchez, « Les Graffitis de La Maison d’arrêt de Guingamp », 2017, Texte en ligne
- « Landru (1921) », Criminocorpus, 2017. Texte en ligne
- « Jean Dublineau (1900-1975) et Les Mineurs de Justice », 2017, Texte en ligne
- « ”La Criminalistique” : An Unpublished Lesson by Gabriel Tarde (Collège de France. 1902-1903) », Cahiers de Philosophie de l’université de Caen, Lectures de gabriel tarde, 54 (2017), 87–102 <https://doi.org/10/gghjj4>. Texte en ligne
- « Pour Un Musée de La Justice et de La Sécurité Au 36 Quai Des Orfèvres », 2016, Criminocorpus. Texte en ligne.
- « Visite de l’ancienne Prison Du Havre », 2015, Criminocorpus. Texte en ligne.
- « Une Ressource Pour l’histoire de La Justice, Des Crimes et Des Peines : La Collection Zoummeroff Sur Criminocorpus », Criminocorpus, Revue Hypermédia, 2014. Texte en ligne
- « Quelle Histoire Pour La Criminologie En France (1885-1939) ? », Criminocorpus, Revue Hypermédia, 2014, Texte en ligne.
- « Exploring the History of French Criminology (1885-1939): The Case of the Archives de l’Anthropologie Criminelle », Criminocorpus, Revue Hypermédia, 2014. Texte en ligne
- « De Wimbledon à l’île Du Diable. L’affaire Du Crime de Monte-Carlo (1907) », 2014, Criminocorpus. Texte en ligne
- « Criminologies et Exécution Des Peines : Savoirs et Pratiques Au 20e Siècle », Criminocorpus, Revue Hypermédia, Savoirs, politiques et pratiques de l’exécution des peines en France au XXe siècle, 2014, Criminocorpus. Texte en ligne.
- Renneville, Marc, ‘C’est à La Prison à Reconnaître Les Siens. De l’anthropométrie Judiciaire à La Biométrie Contemporaine’, Criminocorpus, Revue Hypermédia, 2014. Texte en ligne
- « Que tout change pour que rien ne change ? Aux origines de la judiciarisation de l’exécution des peines en France (1789-1958) », Criminocorpus, 2013 En ligne
- « La Dangerosité En Psychiatrie : Perspective Historique », Cahiers d’Études Pénitentiaires et Criminologiques, 37, 2011. Texte en ligne.
- « L’affaire Joseph Vacher : La Fin d’un ” Brevet d’impunité ” Pour Les Criminels ? », Droits et Cultures, Expertise psychiatrique et sexualité (1850-1930), 2.60, 2010, 129–42. Texte en ligne.
- avec C. Carlier et C. Prade, « Brève Histoire Des Prisons de Paris, de La Prise de La Bastille à l’ouverture de Fresnes », Criminocorpus, 2010, Texte en ligne
- « Criminocorpus, Le Portail Sur l’histoire de La Justice, Des Crimes et Des Peines », Revue d’histoire de l’enfance “ Irrégulière ” . Le Temps de l’histoire, 10, 2008, 185–93 <https://doi.org/10/gjvt98>. Texte en ligne
- « La psychiatrie légale dans le projet de réforme du code pénal français (1930-1938) » in J. Arveiller (dir.), Psychiatries dans l’histoire. Actes du 6e congrès de l’Association européenne pour l’histoire de la psychiatrie, Presses universitaires de Caen, 2008, p. 385-405. texte en ligne
- « Les Bagnes Coloniaux. De l’utopie Au Risque Du Non-Lieu », Criminocorpus, Revue Hypermédia, Les bagnes coloniaux, 2007. Texte en ligne.
- « La Justice de Paix En France: L’Héritage de La Révolution », Le Lien. Bulletin d’histoire Judiciaire et Pénitentiaire En Lot-et-Garonne, 4, 2006 Texte en ligne.
- « Quand La Folie Meurtrière Fait Son Cinéma. De Nosferatu Au Tueur sans Visage », Criminocorpus, Revue Hypermédia, 2006. Texte en ligne.
- « The French Revolution and the Birth of Criminology » in P. Becker and R. Wetzell (Eds.), The criminal and His Scientists : A new History of Criminology, Cambridge University Press, 2006, p. 25-41.
- avec D. Becquemont, « It’s Got to Bleed! », Criminocorpus, Revue Hypermédia, Crimes et criminels au cinéma, 2006. Texte en ligne.
- avec I. Brunet, P. de Toffoli et P. Poisson « La Maison Centrale d’Eysses Au XIXe Siècle », Le Lien. Bulletin d’histoire Judiciaire et Pénitentiaire En Lot-et-Garonne, 3, 2006 Texte en ligne
- « Le criminel-né de Cesare Lombroso : imposture ou réalité ? » in Criminocorpus, Autour des Archives de l’anthropologie criminelle, 2005. texte en ligne
- « Les Prisons d’Agen Dans La Première Moitié Du XIXe Siècle », Le Lien. Bulletin d’histoire Judiciaire et Pénitentiaire En Lot-et-Garonne, 2, 2005. Texte en ligne.
- « Les Archives d’anthropologie Criminelle : Une Revue Pour Une Science », Criminocorpus, Revue Hypermédia, Histoire de la criminologie, 2005. Texte en ligne.
- « Le Criminel-Né : Imposture Ou Réalité ? », Criminocorpus, Revue Hypermédia, 2005, 1. Texte en ligne.
- avec J. Carroy, « Une cause passionnelle passionnante : Tarde et l’affaire Chambige », Champ Pénal, 2005, 1, p. 1. texte en ligne doi: 10/cqzh4z.
- avec I. Brunet, P. de Toffoli et P. Poisson, « Accusateur Public et Parquet : Origines et (r)Évolution », Le Lien. Bulletin d’histoire Judiciaire et Pénitentiaire En Lot-et-Garonne, 1, 2005. Texte en ligne
- « La Criminologie Perdue d’Alexandre Lacassagne (1843-1924) », Criminocorpus, Revue Hypermédia, 2005. Texte en ligne.
- « Psychiatrie et Prison : Une Histoire Parallèle », Annales Médico-Psychologiques, Revue Psychiatrique, 162.8, 2004, 653–56. Texte en ligne
- « Pour La Création d’un Centre National de Ressources Historiques Sur Les Crimes et Les Peines », Champ Pénal, 1, 2004, 1. Texte en ligne.
- « Les Deux Figures de La Déraison Criminelle », Actualité Juridique. Pénal, 9, 2004, 309–11. Texte en ligne.
- « Le Microbe et Le Bouillon de Culture : Alexandre Lacassagne à La Recherche d’une Criminologie Du Milieu », Gryphe. Revue de La Bibliothèque de Lyon, 8, 2004, 14–19. Texte en ligne
- « Le Propre de l’ordre. Hygiène et Biopolitique En République », Revue de Synthèse, 4, 1999, 621–35 <https://doi.org/10/czh9n3>. Texte en ligne
- « De La Bastille à Charenton ? L’institutionnalisation de l’expertise Mentale de Georget à Morel », EQUINOXE, 22, 1999, 53–64. Texte en ligne.
- « La Main Homicide. La Folie Criminelle Dans Le Savoir Aliéniste de La Première Moitié Du XIXe Siècle », Nervure, Revue de Psychiatrie, 6–7, 1998, 1-2;8-9;1-2;8-10. Texte en ligne.
- Avec Laurent Mucchielli, « Les Causes du suicide : Pathologie individuelle ou sociale ? Durkheim, Halbwachs et les psychiatres de leur temps (1830-1930) », Déviance et société, 1998, vol. 22, n° 1, pp. 3–36. Texte en ligne.
- « Un Musée d’anthropologie Oublié : Le Cabinet Phrénologique de Dumoutier », Bulletins et Mémoires de La Société d’anthropologie de Paris, 10.3 (1998), 477–84 <https://doi.org/10/cq7t49>. Texte en ligne
- « La réception de Lombroso en France (1880-1900) » in L. Mucchielli (Ed), Histoire de la criminologie française, Paris, L’Harmattan, 1995, p. 107-135. Texte en ligne
- « De La Régénération à La Dégénérescence. La Science de l’homme Face à 1848 », Revue d’histoire Du XIXe Siècle, 15, 1997, 7–19 <https://doi.org/10/dxs2pj>. Texte en ligne.
- « Entre Nature et Culture : La Médecine Du Crime Dans La Première Moitié Du XIXe Siècle », Histoire de la criminologie française, Paris, L’Harmattan, 1995, pp. 29–53. Texte en ligne
- « Les théories biologiques de la criminalité », médecine/sciences, 1995, (12), pp. 1720–1724. doi: 10/gjvt99. Texte en ligne
- « Alexandre Lacassagne : Un médecin-anthropologue face à la criminalité (1843-1924) », Gradhiva (Revue d’histoire et d’archives de l’anthropologie), 1995, n° 17, p. 127-140.
- « L’anthropologie du criminel en France », Criminologie (Acta criminologica), vol. XXVII, septembre 1994, n° 2, p. 185-209. Texte en ligne
- « Le bocal des anthropologues. À propos de Wiktor STOCZKOWSKI, Anthropologie naïve. Anthropologie savante », Ethnologie(s), 1994, 1, pp. 136–138. Texte en ligne

## Prix
- "Meilleur ouvrage" de la Société française d'histoire de la médecine pour "Le langage des crânes. Une histoire de la phrénologie" (2000)[16].
- Prix Sade 2020 de l'essai pour Vacher l'éventreur. Archives d'un tueur en série, éditions J. Millon[17].